# ディアンジェロ・タイソン
ディアンジェロ・タイソン（DeAngelo Tyson 1989年4月12日- ）はジョージア州サバンナ出身の元アメリカンフットボール選手。現役時代のポジションはディフェンシブエンド。

## 経歴
高校時代、ジャスティン・ヒューストンとチームメートだった。3年次には54タックル（14ロスタックル）、9サックの成績をあげて、USAトゥデイよりオールUSAに選ばれた。ジョージア大学、テネシー大学、サウスカロライナ大学、ノースカロライナ州立大学、オーバーン大学、フロリダ大学からリクルーティングされた彼は、ジョージア大学へ進学した。
ジョージア大学では、1年次にサウスイースタン・カンファレンスのフレッシュマン・オールチームに選ばれた。3年次に先発選手となり、36タックル（4ロスタックル）、1.5サック、4年次に20タックル（3.5ロスタックル）をあげた。
2012年のNFLドラフトを前に、スポーツ・イラストレイテッドからは、ディフェンシブタックルとして22番目に評価を受けた。ドラフトでは7巡でボルチモア・レイブンズに指名された。11月11日のオークランド・レイダース戦で負傷しているハロティ・ナータに代わり先発出場した。
2013年第15週のデトロイト・ライオンズ戦でNFL入り後初のインターセプトを記録した。
2015年9月7日にレイブンズから解雇された。
2016年1月19日、シアトル・シーホークスとフューチャー契約を結んだが同年8月29日に解雇された。